# Kiraŭsk
Kiraŭsk (bělorusky Кiраўск, rusky Кировск – Kirovsk, do roku 1934 ) je město v Mohylevské oblasti v Bělorusku. K roku 2017 v něm žilo bezmála devět tisíc obyvatel a bylo správním střediskem Kiraŭského rajónu.

## Poloha
Město leží na řece Ale, přítoku Bereziny v povodí Dněpru. Od Mohylevu je vzdáleno přibližně 90 kilometrů jihozápadně.

## Dějiny
Jméno Kirovsk nese obec od 20. dubna 1939 a bylo vybráno k poctě komunistického politika Sergeje Mironoviče Kirova. Dřívější názvy osídlení na stejném místě jsou Starcy (bělorusky Старцы) a Kačeryčy (Качэрычы).